# Carl Gustav Axel Harnack
Carl Gustav Axel Harnack (alemany: Axel Harnack)  (Tartu, 7 de maig de 1851 - Dresden, 3 d'abril de 1888) va ser un matemàtic alemany que va contribuir a la teoria potencial.

## Vida i Obra
Nascut a Dorpat, Imperi Rus (actual Tartu, Estònia), era fill del teòleg Teodosius Harnack i germà bessó del també teòleg Adolf von Harnack (que li va sobreviure molt de temps). El seu pare era professor de la Universitat de Tartu, i ell va estudiar-hi també. Després dels seus estudis a Tartu, es va traslladar a la Universitat d'Erlangen per esdevenir deixeble de Felix Klein. Va publicar la seva tesi doctoral el 1875 fortament influenciada per Alfred Clebsch i Paul Gordan, i va rebre l'habilitació docent (venia legendi) a la Universitat de Leipzig el mateix any. Un any més tard va acceptar un lloc docent a la Universitat Tècnica de Darmstadt. El 1877 es va casar amb Elisabeth von Öttingen, i es va traslladar a Dresden, on havia obtingut la càtedra al Polytechnikum, que es convertiria en Universitat Tècnica el 1890. Harnack sofria de problemes de salut des de 1882, el que el va obligar a passar llargues temporades en un sanatori. Va publicar 29 articles científics i va ser un matemàtic molt conegut fins al moment de la seva mort.
Entre les seves aportacions més importants es poden citar:
1. les diverses desigualtats de Harnack en anàlisi harmònica i en contextos discrets i probabilístics relacionats
2. el teorema de la corba de Harnack, que estableix el nombre màxim de components connectats d'una corba algebraica
3. el principi de Harnack sobre la convergència de les sèries de funcions harmòniques

La medalla Harnack de la Societat Max Planck és en honor del seu germà, Adolf von Harnack.

## Obres seleccionades
- Die Grundlagen der Theorie des logarithmischen Potentiales und der eindeutigen Potentialfunktion in der Ebene (Teubner, 1887)
- An introduction to the study of the elements of the differential and integral calculus  Cathcart, George Lambert, tr. (Williams and Norgate, 1891)